# Italská fotbalová reprezentace
Italská fotbalová reprezentace (italsky: Nazionale di calcio dell'Italia) je mužský fotbalový reprezentační výběr z italské fotbalové federace která reprezentuje Itálii na mezinárodních fotbalových akcích, jako je mistrovství světa nebo Evropy.
Je to jeden z nejúspěšnějších národních fotbalových týmů na světě: Azzurri již vyhráli čtyři MS (1934, 1938, 1982 a 2006, dělí se o druhé místo v počtu vítězství) a také dvakrát ME (1968, 2020, které se hrálo v roce 2021 z důvodu světové pandemie nemoci covid-19). Také vyhrál turnaj na olympijských hrách (1936).

## Historie

### Zrod a začátek
Italská fotbalová federace se založila v roce 1898, kdy fotbal v Itálii byl stále na průkopnické úrovni. První pokus o vytvoření reprezentace byl již v roce 1899, kdy federace vybrala jedenáct hráčů (jen tři italové), kteří hráli v lize. Utkání se odehrálo 30. dubna na stadionu Velodromo v Turíně proti Švýcarsku. Utkání skončilo 2:0. Při této příležitosti měla reprezentace modrobílé dresy. Za Azzuri nastoupili tito hráči: Beaton,Bosio, Dobbie, Kilpin, Savage a Weber (všichni z Interu Turín), dále Agar, De Galleani, Leaver, Pasteur a Spensley (všichni z Janova).
Dne 13. ledna 1910 byl založen národní tým a to díky prezidentovi federace Boisisia. Komise jmenovala trenérem Umberta Meazzu.
První zápas se odehrál 15. května na stadionu Arena Civica v Miláně. Soupeřem byla reprezentace z Francie. Utkání skončilo 6:2, když prvním střelcem se stal Pietro Lana (vstřelil 3 branky) a kapitánem Francesco Cali.
Několik dní po debutu národní tým vyzval Maďarsko, v té době spolu s Rakouskem mezi nejsilnější výběry v Evropě. Prohrávají a při této příležitosti to bylo podruhé a naposledy, co národní tým použil bílé dresy s erbem Savojska. Bylo rozhodnuto, že od příštího zápasu (opět proti Maďarsku, 6. ledna 1911 v Miláně) bude použita barva, přesně na počest Savojska. A to modrý dres, uprostřed červený Savojský štít s bílým křížem uvnitř. Odtud pochází přezdívka Gli Azzurri, později rozšířené na všechny ostatní sporty.

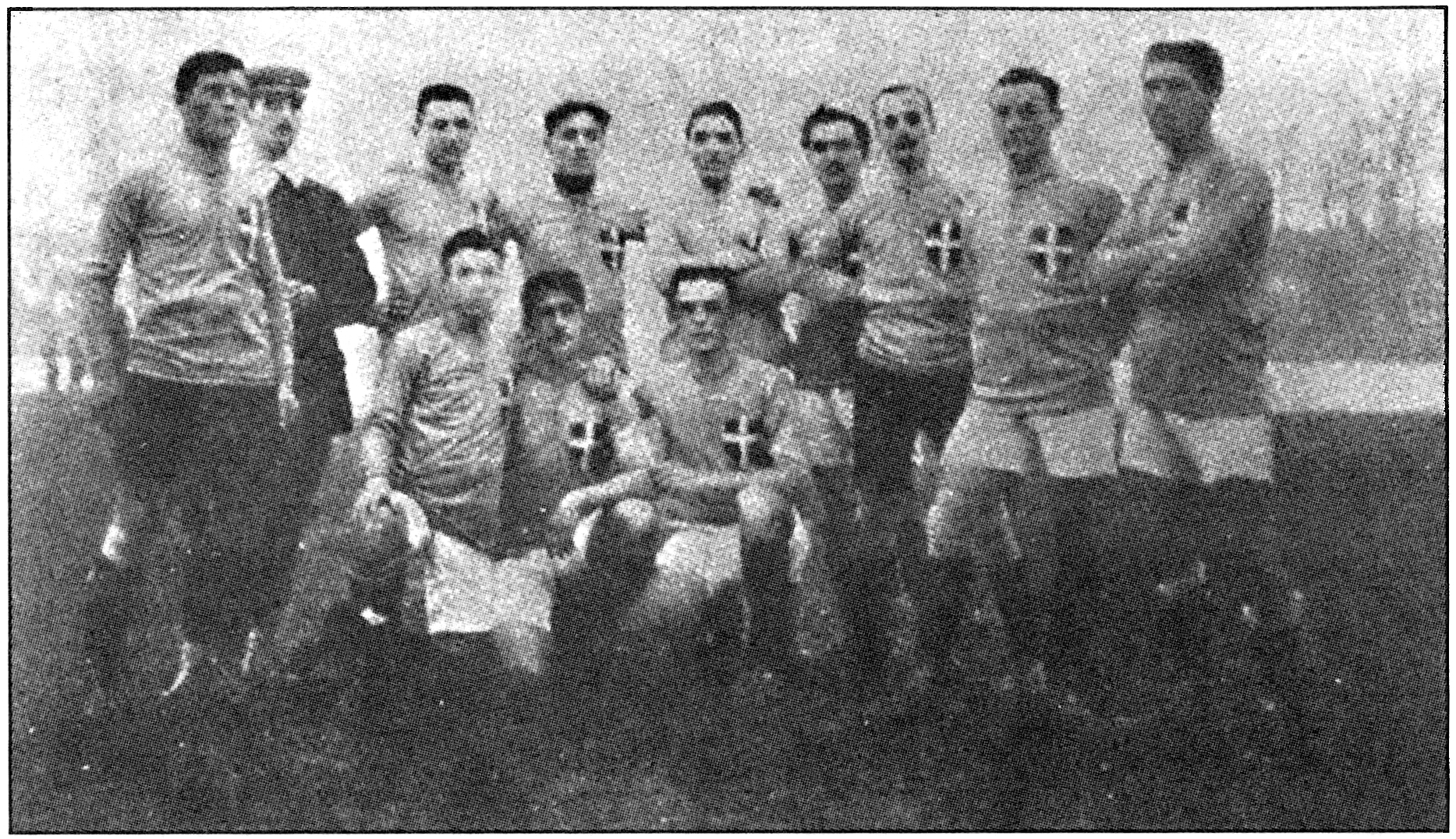
Azzuri 6. ledna 1911

První oficiální turnaj, kterého se národní tým účastní, jsou OH 1912 pořádané ve Švédsku. Tady s trenérem Pozzem prohrává v předkole s Finskem 2:3 v prodloužení. Na OH 1920 a OH 1924 končí ve čtvrtfinále.

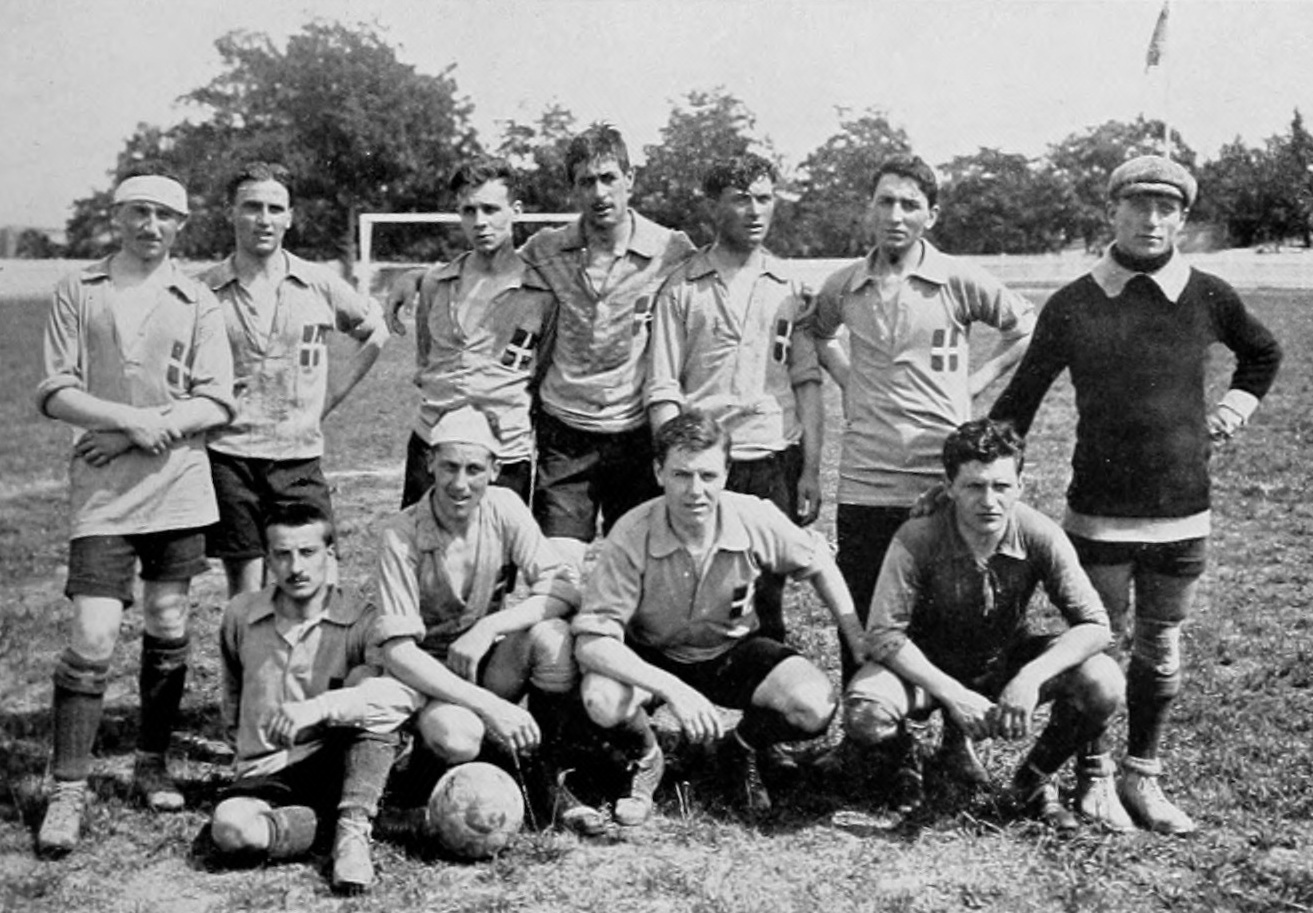
OH 1912

### První úspěchy

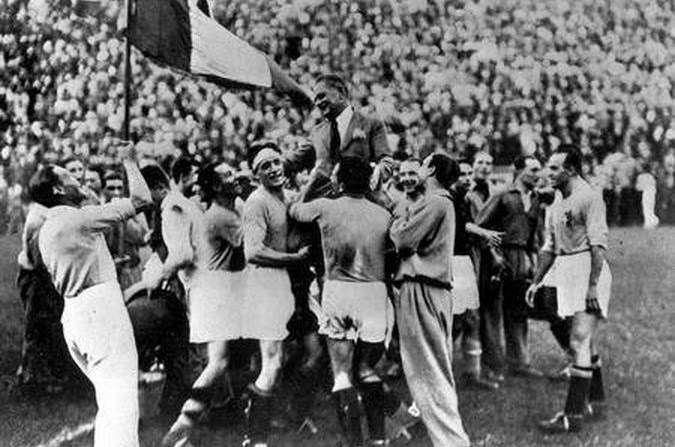
MS 1934

Prvním velkým úspěchem byla bronzová medaile na OH 1928 v Nizozemsku.
Itálie kvůli organizačním a logistickým obtížím nenastoupila do prvního MS konané v roce 1930 v Uruguayi. I tak se Itálie s trenérem Pozzem a kapitánem Meazzou vybojovali prestiž v Evropě. Vyhráli druhý ročník Mezinárodního poháru. V roce 1934 se MS konalo v Itálii. Domácí tým se dostal do finále a díky rozhodčím (kvůli tlaku vyvíjenému fašistickým režimem) porazil 2:1 Československo.
Úspěch se potvrdil na Mezinárodního poháru a zlatem na OH 1936 v Německu. Rozhodující branku vstřelil ve finále proti Rakousku Annibale Frossi.
Jako obhájci trofeje nastupovali na MS 1938 pořádané ve Francii. Dokázali zvítězit ve finále Maďarsko 4:2 když po dvou brankách vstřelili Piola a Colaussi.
Dne 12. listopadu 1939, ukončila při přátelském utkaní Švýcarsko sérii 30 neprohraných zápasů. Během války se hráli jen přátelské zápasy. Po válce se začaly hrát zápasy a v ní se objevovali zejména hráči s klubu Turína (Grande Torino). Jenže po tragédii Superga 4. května 1949 při kterém zahynul celý turínský tým a také část reprezentace se značně oslabil národní tým. Azzurri tak ve znamení smutku nosili po celý rok černou pásku.

### Období temna
Na MS 1950 v Brazílii se kvalifikovali jako obhájci titulu. Ve strachu z havárií letadel se tým vydal do Brazílie po moři, ale během plavby se nemohli řádně připravit. Porážka se Švédskem a výhra nad Paraguayí nestačila na postup ze skupiny.
Další neúspěchy bylo vyřazení na OH 1952 ve Finsku a předposlední místo na Mezinárodním poháru. Na MS 1954 konané ve Švýcarsku skončili na 3. místě v základní skupině.
Kvalifikaci na MS 1958 už reprezentaci pomáhali fotbalisté kteří se narodili v Jižní Americe, ale díky svým předkům mohli být Italové. Byli to hráči například: Schiaffino, Ghiggia, Montuori, Da Costa a Angelillo. Na MS se nekvalifikovali, protože rozhodující utkání prohrála 1:2 nad Severním Irskem. Po nezdaru se vzdal funkce předsedy federace Bruno Zauli a místo něj byl vyhlášen Giulio Onesti.
Na první ME se nepřihlásili a připravovali se na MS 1962 v Chile. Novými hráči byli i další Jihoameričané: Sivori, Altafini, Sormani a Maschio. V turnaji skončili již v základní skupině.
Další utrápené turnaje se konali na ME 1964 kde vypadli se SSSR v osmifinále a na MS 1966 v Anglii. V ní prohrála první utkání proti KLDR 0:1 a proti SSSR 0:1. Výhra nad Chile 2:0 již nepomohla a Azzuri opět nepostoupili ze skupiny. Při návratu domů na hráče fanoušci házeli rajčata. A přestali se do reprezentace registrovat další Jihoameričané.

### Vzestup
Po vyřazení z MS se národní tým snadno kvalifikoval na ME 1968 konané na domácí půdě. Nový trenér Ferruccio Valcareggi dotáhl tým až do finále proti Jugoslávii. Utkání skončilo nerozhodně 1:1 a tak se zápas za dva dny opakoval a v něm Azzuri vyhráli 2:0. Branky vstřelili Riva a Anastasi. A v brance začínal Zoff.
Noví evropští šampioni se na MS 1970 v Argentině předvedla dobře. Ve skupině obsadili 1. místo a ve čtvrtfinále porazili Mexiko 4:1. V semifinále nastoupili proti NSR. Díky brance Riveri vstřelené v prodloužení postoupil tým po 32 letech do finále. V ní se utkala s Brazílií. Utkání skončilo prohrou 1:4.
Turnaj ME 1972 nehráli a na MS 1974 v Německu opět skončili ve skupině, když zvítězili jen nad Haiti. Po turnaji se trenérem stává Fulvio Bernardini a Enzo Bearzot.
Nový trenéři zařazují nové hráče do týmu: Antognoni, Pulici, Graziani, Bettega, Gentile, Tardelli a Scirea. ME 1976 Azzuri nehrají, ale na MS 1978 se přestaví s devíti hráči z Juventusu v dobrém rozpoložení. Vyhrají svou skupinu a nakonec hrají zápas o bronz. Tam podlehnou Brazílií 1:2.

### 80. léta
ME 1980 se konalo v Itálii a tak Azzuri nemuseli hrát kvalifikaci. Po vypuknutí případu Totonero přišli sankce na některé hráče národního týmu. Azzuri se dostali až do utkání o 3. místo. Tady se střetli s Československem. Utkání skončilo 1:1 a po vzájemné poradě nehráli prodloužení a zrovna se kopali penalty. Až v deváté serii nedal Collovati a Československo se radovalo z bronzu.
Na konci roku 1980 se národní tým zúčastní turnaje Mundialito konané v Uruguayi. Kvalifikaci na MS 1982 konané ve Španělsku zvládá na výbornou. Na šampionátu se ve skupině trápí a všechny tři zápasy remizuje. Jen díky většímu počtu vstřelených branek postupuje dále. Ve druhé skupinové fáze se Azzuri utkávají z Argentinou (2:1) a z Brazílií (3:2). Střelec Rossi vstřelil tři branky kanárkům. V semifinále proti Polsku (2:0) dává obě branky opět Rossi. Ve finále proti NSR Rossi vstřelí ještě jednu branku a stává se nejlepším střelcem turnaje. Azzuri finále vyhraje 3:1 a vyhrává tak třetí titul na MS.
Turnaj ME 1984 nehráli. Kvalifikaci na MS 1986 konané v Mexiku jako obhájci hrát nemuseli. Ve skupině skončila na 2. místě a v osmifinále na ní čekal tým z Francie. Zápas prohrává 0:2 a trenér Bearzot končí. Na jeho místo usedá trenér z U 21 Vicini. Federace mu svěřila úkol nahradit předchozí generaci Azzurri, s výjimkou Altobelliho, útočník, který překročil hranici 30 let, byl zásadní hráčem před přípravou na ME 1988.
Na ME 1988 se dostává národní tým do semifinále kde prohrává ze SSSR 0:2. Týmu chybí vyspělost. Altobelli se tímto zápasem po osmi letech rozloučil s reprezentací.

### 90. léta
Turnaj MS 1990 se konal po 56 letech opět v Itálii a tak se národní tým nemusel starat o kvalifikaci. Azzuri hráli přátelské utkání a celkově kladnou bilancí byl trenér Vicini spokojen, hlavně na fotbalistu Toto Schillaciho. Již při prvním utkání MS vstřelil jedinou branku utkání proti Rakousku a další proti Československu (2:0). Azzuri postoupili ze skupiny bez inkasováné branky do osmifinále. I tady vstřelí Toto branku a tým poráží Uruguay 2:0. Ve čtvrtfinále poráží opět brankou vstřelenou Schillacim 1:0 Irsko. Postupu do finále zablokovala cestu Argentina. Azzuri se dostala do vedení když se trefil Toto, ale 67 minutě se skore vyrovnalo (jediná obdržená branka na turnaji) a po prodloužení se šlo na penalty kde ve 4 a 5 serii chybovali Donadoni a Serena. Zápas o 3. místo proti Anglii vyhráli 2:1. Mezi střelce se zapsal již 6 brankou Schillaci a stal se tak nejlepším střelcem turnaje.
Kvalifikace na ME 1992 se nepovedla a v říjnu 1991 je vyměněn trenér. Na lavičku přichází úspěšný trenér AC Milán Sacchi. Tento trenér revolucionář chce zavést své dovednosti z klubu do národního týmu.
Kvalifikace na MS 1994 konané poprvé v USA se povede skvěle. Na turnaji to zezačátku nebylo skvělé. Ze skupiny postoupili ze 3. místa díky vyššímu počtu vstřelených branek. V osmifinále Azzuri narazili na Nigérii. Díky brankám Baggia je poráží 2:1 v prodloužení. Fotbalista Baggio se stává zachráncem Azzuri ve čtvrtfinále proti Španělsku (2:1 – jednu branku vstřelil), tak i v semifinále proti Bulharsku (2:1 – obě branky vstřelil). Finále bylo po 24 letech stejné, Itálie – Brazílie. Utkání se hraje kvůli televizní potřebě ve 12:30 v parném horku (36 stupňů, 70% vlhkost). Do zápasu nastoupí i Baresi (zotavil se jen 25 dní po poranění menisku). Utkání i po prodloužení končí 0:0 a tak se poprvé v historii MS rozhodne o vítězi penalty. V nich jsou lepší soupeři. Chybují hráči jsou Baresi, Massaro a Baggio.
Kvalifikaci na ME 1996 konané v Anglii prošli snadno. Skončili na 2. místě, jen o skore za Chorvatskem. Jenže ME se nepovedlo. Obsadili 3. místo ve skupině a kvůli horšímu skore nepostoupila dále.
V prosinci 1996 nahradila federace odcházejícího trenéra Sacchiho Maldinim který vyhrál z U 21 tři šampionáty v řadě.
Nový trenér se v reprezentaci střetl se svým synem Paolem. V kvalifikačním zápase na MS 1998 se tým utkal 29. března proti Moldávii, v němž hráč Vieri vstřelil ve ssvém prvním zápase branku, která znamenala již 1000 branku Národního týmu.
V červnu 1997 se tým zúčastnil turnaje Tournoi de France 1997 konané ve Francii. Skončil na posledním 4. místě. V kvalifikaci skončil v tabulce na 2. místě a musel hrát baráž s Ruskem. Venkovní zápas remizoval 1:1 a domácí zápas díky brance vstřelenou Casiraghim vyhrál 1:0.
MS 1998 se konalo ve Francii. Svou skupinu ovládl. V osmifinále porazilo Norsko 1:0, branku vstřelil Vieri (jeho čtvrtá branka na turnaji). Ve čtvrtfinále tým nastupuje proti domácímu týmu z Francie. Utkání skončí 0:0 a to i po prodloužení. Na penalty Azzurri prohrává když penalty nedali Albertini a Di Biagio. Po turnaji se stává novým trenérem Dino Zoff.
Azzurri postupují na ME 2000 které se konalo ve dvou státech: v Niozemsku a Belgii z 1. místa. Na turnaji postupují ze skupiny z 1. místa bez ztráty bodu. Ve čtvrtfinále poráží Rumunsko 2:0. V semifinále naráží na Nizozemsko. Navzdory početní převaze v důsledku vyloučení Zambrotty ve 34. minutě se tým prokousal přes prodloužení až k penaltám. Nakonec Azzurri je poráží 3:1 a podruhé v historii je ve finále ME. Finále se koná 2. července a utká se s Francií. První branku utkání vstřelí Delvecchio, ale v poslední minutě utkání Francie vyrovnává. Hraje se prodloužení a v ní je lepší soupeř když ve 103. minutě vstřelí branku. Tým získává stříbrné medaile. Trenér Zoff rezignuje.

### Počátek 21. století
Novým trenérem se stává Trap Giovanni Trapattoni, nejslavnější trenér co se týče na klubové úrovni. Tým se na MS 2002 konané ve dvou zemí: v Japonsku a Koreji kvalifikoval z prvního místa. Na turnaji se Azzurri trápila. Postup ze skupiny hráči zachraňovali až při posledním zápase proti Mexiku. Utkání skončilo díky brance vstřelené 85. minutě hráčem Del Pierem 1:1. Korea je soupeřem v osmifinále. Soupeř již na začátku utkání nedává penaltu. Poté v 18. minutě vstřelí branku Vieri ale v 88. minutě se utkání vyrovnává. V prodloužení dostává červenou kartu Totti, poté vstřelí branku Tomassi, jenže kvůli ofsajdu je neuznán. Nakonec zlatý gól vstřelí soupeř v 116. minutě. Utkání rozhodoval Byron Morena z Ekvádoru, ten řídil utkání velmi kontroverzně, velmi upřednostňoval Jihokorejce. Navzdory tomu při vyšetřování FIFA neodhalí žádný pokus o korupci. Po utkání se Paolo Maldini (126 utkání za Azzurri) rozhodl ukončit reprezentační kariéru.
ME 2004 se konal v Portugalsku. Tým se na turnaji nerozehrává dobře. První utkaní s Dánskem remizují 0:0 a navíc po utkání Totti dostane tří zápasový distanc za plivnutí protihráče. V dalším utkaní opět remizují a to se Švédskem 1:1. Zůstává poslední zápas s Bulharskem. Utkání končí 2:1, jenže i to nestačí na postup, a to navzdory 5 bodům, protože souběžný zápas mezi Dánskem a Švédskem končí 2:2.
Po neuspokojivém výkonu na ME je vyměněn trenér. Nastupuje bývalý trenér Juventusu Marcello Lippi.
Prvním turnajem nového trenéra je MS 2006 konané v Německu. V předvečer turnaje byl italský fotbal zasažen skandálem známým jako Calciopoli. Skupinu ovládne a v osmifinále narazí na Austrálii. Azzurri jej poráží 1:0 (Totti) brankou z penalty v 95 minutě utkání. Čtvrtfinále přejde přes Ukrajinu 3:0 a v semifinále poráží domácí tým z Německa 2:0 v prodloužení (branka v 119. minutě a 121. minutě). Finále se odehrává proti Francii. Utkání končí 1:1, v prodloužení se nechává po provokaci vyloučit Zidane. Zápas se rozhodoval na penalty. Rozhodují penaltu vstřelil Cannavaro a Azzurri tak získali již čtvrtý titul na MS. Trenér Marcello Lippi po návratu domů rezignoval. Následně končí svou reprezentační karieru i hráč Totti.
Místo Lippiho se stává trenérem Roberto Donadoni. ME 2008 se konal v Rakousku a Švýcarsku. Ze skupiny postupuje ze 2. místa ve čtvrtfinále naráží na Španělsko. Utkání končí po 120. minutách 0:0. Penalty lépe kopal soupeř a vyhrál 2:4. Po turnaji je vyhozen trenér Roberto Donadoni a je nahrazen Lippim.
V červnu 2009 se Azzurri zúčastní Konfederačnního poháru. Končí ve skupině B na 3. nepostupovém místě.
Kvalifikaci na MS 2010 konané v Jižní Africe ovládá bez porážky se 24 body. Jako obhájci trofeje čelí velkému tlaku. Trenér sází na hráče z minulého MS. Je považován za favorita ve skupině, nicméně Azzurri dělají chyby jak proti Paraguayi (1:1), tak i proti Novém Zélandu (1:1). Důležitý zápas proti Slovensku prohrávají 2:3.

### 10. léta 21. století
Už před turnajem MS 2010 je oznámeno jméno nového trenéra: Cesare Prandelli, který vedl Fiorentinu. Nový trenér musel čelit obtížnému úkolu: přestavět morálně i výsledkově národní tým. Na ME 2012 se kvalifikoval předstihem a na turnaji hrál výborně. Ve skupině obsadil 2. místo a ve čtvrtfinále poráží na penalty 4:2 Anglii. V semifinále naráží na Německo. Poráží jej 2:1 když obě branky vstřelil Balotelli. Azzurri hrají finále se soupeřem ze skupiny, Španělskem. Utkání končí porážkou 0:4. Což byla nejhorší porážka od roku 1955.
Národní tým se přestaví na Konfederačnního poháru, ve kterém obsadí 3. místo. MS 2014 se koná v Brazílii. Ve skupině se začalo výhrou nad Anglií 2:1. Ale ve druhém zápase tým podlehl Kostarice 0:1. Pro postup ze skupiny stačila remíza s Uruguayí. Jenže po vyloučení Marchisia inkasuje branku a nepostupuje. Po druhém po sobě jdoucím vyloučení v prvním kole na MS sdělil trenér Cesare Prandelli svou rezignaci z funkce v přímém přenosu v televizi: napodobil tak předsedu federace Abeteho .
Novým trenérem se stává bývalý fotbalista Antonio Conte. Do federace je zvolen nový předseda Carlo Tavecchio. Trenér Conte přichází v době kdy získal s klubem Juventus FC tří po sobě jdoucích tituly. Azzurri se kvalifikují na ME 2016 konané ve Francii. Ještě před turnajem bylo oznámeno že trenéra Conteho nahradí po turnaji Gian Piero Ventura. Na turnaji Azzurri vyhrávají skupinu, i když prohrají s Irskem 0:1. V osmifinále tým naráží na obhájce titulu ze Španělska. Vítězí 2:0 když se trefují Chiellini a Graziano Pellè. Ve čtvrtfinále je jim za soupeře Německo. Utkání končí po 120 minutách 1:1 a na řadu přijdou penalty. Až v deváté sérii se rozhodne. Nedává ji Darmian.
Prvním a zpětně jediným testem pro nového trenéra bylo kvalifikační kolo pro MS 2018 konané v Rusku. Ve skupině končí na 2. místě a musí hrát baráž se Švédskem. Ve dvojzápase prohrává 0:1. A tak poprvé za 60 let – nebude hrát na MS. Po neúspěchu končí trenér Ventura a také brankář Buffon.
20. léta 21. století
Přátelské zápasy vedl dočasný trenér Di Biagio. Turnaj Ligy národů již vedl nový trenér Roberto Mancini (opustil klub Zenit Petrohrad). Omlazuje tým a na turnaji nakonec skončil na 2. místě ve skupině. Kvalifikaci na ME 2020 se tým stal neporažený a obdržel jen 4 branky z 10 utkání a překonal tak rekord počtu vítězství v řadě ze sezony 1938/39.
Kvůli pandemii covidu-19 se ME 2020 odložilo na rok 2021. Tým ve skupině hraje na domácím stadionu v Římě a neprohrál žádný zápas a neinkasoval branku. V osmifinále porazili v prodloužení Rakousko 2:1. V tomto utkání brankář Donnarumma překonal dlouholetý rekord neprůstřelnosti, který vlastnil Zoff (1142 minut) na 1169 minut. Ve čtvrtfinále prošli přes Belgii 2:1. V semifinále museli porazit Španělsko až na penalty. Finále se hrálo na Londýnském Wembley proti domácí Anglii. Po rychlé brance tým prohrával 0:1 až do 67. minutě, když vyrovnal Bonucci. Utkání ukončilo až penalty, ve které tym Azzurri zvítězili a oslavili druhé vítězství na ME. Nejlepším hráčem turnaje se stal brankář Gianluigi Donnarumma.

## Barvy a symboly

### Dresy
Při prvním utkání konané 15. května 1910, nastoupili hráči v bílých dresech. Tato volba byla jednoduše způsobena skutečností, že dosud nebylo dosaženo dohody o oficiálním dresu, a proto bylo rozhodnuto ji nezbarvit a nechat ji bílou.
Po dvou utkání 6. ledna 1911 se Azzurri převlékli do modrých dresů. To bylo na počest Savojska. Modrý dres, uprostřed červený Savojský štít s bílým křížem uvnitř. Dres zahrnoval kombinaci bílých kraťasů a černých ponožek (ta se postupem času také stane modrou). Velice rozšířené byly na počátku dresy velmi světlého odstínu modré barvy, blíže nebeským. To bylo i v roce 2000 a 2009.
Během roku 1930 hrají také s úplně černým dresem (kvůli fašismu). Prvně s nimi nastoupili 17. února 1935 a ačkoli nikdy natrvalo nenahradil modrou, hráli s ními i několik utkání na OH 1936 a na MS 1938. Černý dres skončil po pádu Mussoliniho.
Další nemodré dresy byli zelené. S těma národní tým odehrál jedno utkání v roce 1954 proti Argentině. A konečně v roce 2004 použil národní tým na přátelský zápas s Islandem zcela novou tmavě modrou soupravu
V roce 2019 Itálie poprvé v historii oficiálně přijala třetí sadu dresů. Dres byl v barvě zelené.
Prvním dodavatelem a výrobcem dresů byla firma Adidas a to v roce 1974. Zůstali do roku 1979 když byli nahrazeny firmou Le Coq Sportif. V roce 1985 začalo dlouhé partnerství s firmou Diadora které skončilo v roce 1994. Nahradila ji firma Nike. V roce 1999 už dresy vyráběla firma Kappa a od roku 2003 byl technickým dodavatelem Puma. Od roku 2023 reprezentace používá dresy od firmy Adidas se kterou před 43 lety měla první partnerství.

### Znaky
Již na začátku byl ve znaku Savojský kříž. Po nástupu fašismu byl ke kříži umístěn Fasces. Po válce, kdy padl fašistický režim a monarchie byla zrušena, ustoupil Savojský kříž italské trikolóře. V průběhu let trikolóra na dresech několikrát změnila svůj tvar a polohu (čtyřúhelníkový, lichoběžníkový, kulatý), z levé strany do středu a poté zpět do levé strany. Myšlenka překonat trikolorní štít s pásem nesoucím velká písmena „ITALIA“ sahá do počátku 50. let. Následně byly do šampionátu zahrnuty iniciály „FIGC“ (Italská fotbalová federace).
V roce 1983, na oslavu vítězství na MS v předchozím roce, tři zlaté hvězdy nahradily slovo „ITALIA“ nad trikolórou, poté bylo celé v roce 1984 nahrazeno novým kulatým znakem obsahujícím tři hvězdy, slovy „ITALIA“ A „FIGC“ a trikolóra. Od roku 1991 do roku 1998 byl znak velice nepopulární a kritizovány kvůli písmu napsaný v kurzívě, spolu s modrou postranní tečkou, která obsahuje obvyklé prvky (hvězdy a tricoloru) a název „Federazione ITALIANA GIUOCO calcio“. Tento znak neurčitě připomínal logo tehdejšího institucionálního sponzora.
V roce 1999 se vrátili k tradičnímu trikolornímu štítu, poté v roce 2005 z marketingových důvodů vzniklo nové logo: štít se čtvercovými hranami se třemi hvězdami uvnitř (čtyři od září 2006). Hvězdy se objevují se svolením FIFA, které od poloviny 90. let umožňovalo federacím nosit na košilích tolik hvězd, kolik je vyhraných MS.
Tvar, který vstoupil v platnost po triumfu na MS 2006, se vrátil k vzpomínce na původní štít, i když revidovaný s ohledem na vývoj designu, i když nechybí nostalgie po starém dresu s jednoduchým trikolorním štítem a nápisem výše „ITALIA“ velkými písmeny. V říjnu 2017 se znovu změnilo logo, které se zrodilo z touhy vytvořit moderní erb převzetím grafických prvků minulosti: tak to bylo pro slovo „ITALIA“, které bylo poprvé vloženo do loga z roku 1952 a oprášené v tom dnešním a zlaté výšivky, symbol síly a úspěchu.
| Znak | Období                       | Znak | Období                                   | Znak | Období                      | Znak | Období                                                   |
| ---- | ---------------------------- | ---- | ---------------------------------------- | ---- | --------------------------- | ---- | -------------------------------------------------------- |
|      | Od roku 1910 do roku 1946    |      | Přidáno k Savojskému kříži během fašismu |      | Od roku 1947 do roku 1951   |      | Od roku 1952 a bylo řadu let upravováno                  |
|      | Znak na MS 1982              |      | Znak po vítězství na MS 1982             |      | Od roku 1984 do roku 1991   |      | Od roku 1991 do roku 1998                                |
|      | Znak představený v roce 2005 |      | Znak po vítězství na MS 2006             |      | Od roku 2017 do současnosti |      | Znak oslavující 120 let od založení federace v roce 2018 |

## Fotbalisté národního týmu

### Rekordy fotbalistů
| Celkový počet zápasů | Celkový počet zápasů | Celkový počet zápasů | Celkový počet zápasů | Celkový počet zápasů |  | Celkový počet branek | Celkový počet branek | Celkový počet branek | Celkový počet branek | Celkový počet branek | Celkový počet branek |  | Počet zápasů jako kapitán | Počet zápasů jako kapitán | Počet zápasů jako kapitán |
| Pořadí               | Jméno                | Období               | Zápasy               | Branky               |  | Pořadí               | Jméno                | Období               | Branky               | Zápasy               | Průměr               |  | Pořadí                    | Jméno                     | Počet                     |
| 1.                   | Gianluigi Buffon     | 1997-2018            | 176                  | 0                    |  | 1.                   | Luigi Riva           | 1965-1974            | 35                   | 42                   | 0,83                 |  | 1.                        | Gianluigi Buffon          | 80                        |
| 2.                   | Fabio Cannavaro      | 1997-2010            | 136                  | 2                    |  | 2.                   | Giuseppe Meazza      | 1930-1939            | 33                   | 53                   | 0,62                 |  | 2.                        | Fabio Cannavaro           | 79                        |
| 3.                   | Paolo Maldini        | 1988-2002            | 126                  | 7                    |  | 3.                   | Silvio Piola         | 1935-1952            | 30                   | 34                   | 0,88                 |  | 3.                        | Paolo Maldini             | 74                        |
| 4.                   | Leonardo Bonucci     | 2010-2023            | 121                  | 21                   |  | 4.                   | Roberto Baggio       | 1988-2004            | 27                   | 56                   | 0,48                 |  | 4.                        | Giacinto Facchetti        | 70                        |
| 5.                   | Daniele De Rossi     | 2004-2017            | 117                  | 13                   |  | 5.                   | Alessandro Del Piero | 1995-2008            | 27                   | 91                   | 0,30                 |  | 5.                        | Dino Zoff                 | 59                        |
| 6.                   | Giorgio Chiellini    | 2004-2022            | 117                  | 0                    |  | 6.                   | Adolfo Baloncieri    | 1920-1930            | 25                   | 47                   | 0,53                 |  | 6.                        | Giuseppe Bergomi          | 33                        |
| 7.                   | Andrea Pirlo         | 2002-2015            | 116                  | 8                    |  | 7.                   | Filippo Inzaghi      | 1997-2007            | 25                   | 57                   | 0,44                 |  | 7.                        | Franco Baresi             | 31                        |
| 8.                   | Dino Zoff            | 1968-1983            | 112                  | 8                    |  | 8.                   | Alessandro Altobelli | 1980-1988            | 25                   | 61                   | 0,41                 |  | 8.                        | Adolfo Baloncieri         | 28                        |
| 9.                   | Gianluca Zambrotta   | 1999-2010            | 98                   | 2                    |  | 9.                   | Christian Vieri      | 1997-2005            | 23                   | 49                   | 0,47                 |  | 9.                        | Leonardo Bonucci          | 26                        |
| 10.                  | Giacinto Facchetti   | 1963-1977            | 94                   | 3                    |  | 9.                   | Francesco Graziani   | 1975-1983            | 23                   | 64                   | 0,36                 |  | 10.                       | Renzo De Vecchi           | 26                        |

### Kapitáni
Tento seznam zahrnuje hráče, kteří měli a má po určitou dobu permanentně oblečenou kapitánskou pásku .
- 1910 Francesco Cali
- 1911-1914 Giuseppe Milano
- 1914-1915 Virgilio Fossati
- 1920-1925 Renzo De Vecchi
- 1925-1927 Luigi Cevenini
- 1927-1930 Adolfo Baloncieri
- 1931-1934 Umberto Caligaris
- 1934 Gianpiero Combi
- 1935-1936 Luigi Allemandi
- 1937-1939 Giuseppe Meazza
- 1940-1947 Silvio Piola
- 1947-1949 Valentino Mazzola
- 1949-1950 Riccardo Carapellese
- 1951-1952 Carlo Annovazzi
- 1952-1960 Giampiero Boniperti
- 1961-1962 Lorenzo Buffon
- 1962-1963 Cesare Maldini
- 1963-1966 Sandro Salvadore
- 1966-1977 Giacinto Facchetti
- 1977-1983 Dino Zoff
- 1983-1985 Marco Tardelli
- 1985-1986 Gaetano Scirea
- 1986-1987 Antonio Cabrini
- 1988-1991 Giuseppe Bergomi
- 1991-1994 Franco Baresi
- 1994-2002 Paolo Maldini
- 2002-2010 Fabio Cannavaro
- 2010-2018 Gianluigi Buffon
- 2018-2022 Giorgio Chiellini
- 2022-2023 Leonardo Bonucci
- 2023 Ciro Immobile
- 2024- Gianluigi Donnarumma

## Trenéři národního týmu
Národní tým vedlo celkem 27 technických komisí (původně tvořených obvykle rozhodčími, poté také trenéry) a 16 technických komisařů. První technickou komisi byla vytvořena s U. Meazzou, A. Recalcatim, A. Crivellim, G. Camperiorim a A. Gamou. Prvním samostatným technickým komisařem byl Vittorio Pozzo, který národní tým vedl poprvé (další dva posty následovaly v roce 1924 a v letech 1929 až 1948).
| Celkový počet zápasů | Celkový počet zápasů | Celkový počet zápasů | Celkový počet zápasů | Celkový počet zápasů |        | Celkový počet výher | Celkový počet výher | Celkový počet výher | Celkový počet výher |        | Procenta: zápasy s vítězstvím (od dob trenéra) | Procenta: zápasy s vítězstvím (od dob trenéra) | Procenta: zápasy s vítězstvím (od dob trenéra) | Procenta: zápasy s vítězstvím (od dob trenéra) | Procenta: zápasy s vítězstvím (od dob trenéra) |
| Pořadí               | Jméno                | Období               | Zápasy               |                      | Pořadí | Jméno               | Období              | Výhry               |                     | Pořadí | Jméno                                          | Období                                         | Procenta                                       | Zápasy                                         |                                                |
| 1.                   | Vittorio Pozzo       | 1929-1948            | 95                   |                      | 1.     | Vittorio Pozzo      | 1929-1948           | 63                  |                     | 1.     | Vittorio Pozzo                                 | 1929-1948                                      | 66,32                                          | 95                                             |                                                |
| 2.                   | Enzo Bearzot         | 1977-1986            | 88                   |                      | 2.     | Enzo Bearzot        | 1977-1986           | 40                  |                     | 2.     | Arrigo Sacchi                                  | 1991-1996                                      | 64,15                                          | 53                                             |                                                |
| 3.                   | Roberto Mancini      | 2018-2023            | 61                   |                      | 3.     | Roberto Mancini     | 2018-2023           | 37                  |                     | 3.     | Edmondo Fabbri                                 | 1962-1966                                      | 62,07                                          | 29                                             |                                                |
| 4.                   | Cesare Prandelli     | 2010-2014            | 56                   |                      | 4.     | Arrigo Sacchi       | 1991-1996           | 34                  |                     | 4.     | Roberto Mancini                                | 2018-2023                                      | 60,66                                          | 61                                             |                                                |
| 5.                   | Marcello Lippi       | 2004-2006, 2008-2010 | 56                   |                      | 5.     | Azeglio Vicini      | 1986-1991           | 32                  |                     | 5.     | Azeglio Vicini                                 | 1986-1991                                      | 59,26                                          | 54                                             |                                                |

## Získané trofeje
- Mistrovství světa (4×)

1934, 1938, 1982, 2006
- Mistrovství Evropy (2×)

1968, 2020
- Olympijské hry (1×)

1936
- Mezinárodní pohár (2×)

1927-1930, 1933-1935

## Odehrané turnaje
Seznam zápasů italské fotbalové reprezentace na MS
| MS 1930 | Uruguay                | Ne                                   | -        | -                              |
| MS 1934 | Itálie                 | Zlatá medaile                        | Soupiska | Vittorio Pozzo                 |
| MS 1938 | Francie                | Zlatá medaile                        | Soupiska | Vittorio Pozzo                 |
| MS 1950 | Brazílie               | 2. místo ve skupině 3 (nepostoupili) | Soupiska | Ferruccio Novo                 |
| MS 1954 | Švýcarsko              | 3. místo ve skupině D (nepostoupili) | Soupiska | Lajos Czeizler                 |
| MS 1958 | Švédsko                | nepostoupili z kvalifikace           |          | Alfredo Foni                   |
| MS 1962 | Chile                  | 3. místo ve skupině B (nepostoupili) | Soupiska | Paolo Mazza a Giovanni Ferrari |
| MS 1966 | Anglie                 | 3. místo ve skupině D (nepostoupili) | Soupiska | Edmondo Fabbri                 |
| MS 1970 | Mexiko                 | Stříbrná medaile                     | Soupiska | Ferruccio Valcareggi           |
| MS 1974 | Západní Německo        | 3. místo ve skupině 4 (nepostoupili) | Soupiska | Ferruccio Valcareggi           |
| MS 1978 | Argentina              | 4. místo                             | Soupiska | Enzo Bearzot                   |
| MS 1982 | Španělsko              | Zlatá medaile                        | Soupiska | Enzo Bearzot                   |
| MS 1986 | Mexiko                 | Osmifinále                           | Soupiska | Enzo Bearzot                   |
| MS 1990 | Itálie                 | Bronzová medaile                     | Soupiska | Azeglio Vicini                 |
| MS 1994 | USA                    | Stříbrná medaile                     | Soupiska | Arrigo Sacchi                  |
| MS 1998 | Francie                | Čtvrtfinále                          | Soupiska | Cesare Maldini                 |
| MS 2002 | Jižní Korea a Japonsko | Osmifinále                           | Soupiska | Giovanni Trapattoni            |
| MS 2006 | Německo                | Zlatá medaile                        | Soupiska | Marcello Lippi                 |
| MS 2010 | Jižní Afrika           | 4. místo ve skupině F (nepostoupili) | Soupiska | Marcello Lippi                 |
| MS 2014 | Brazílie               | 3. místo ve skupině D (nepostoupili) | Soupiska | Cesare Prandelli               |
| MS 2018 | Rusko                  | nepostoupili z kvalifikace           | –        | Gian Piero Ventura             |
| MS 2022 | Katar                  | nepostoupili z kvalifikace           | –        |                                |

Seznam zápasů italské fotbalové reprezentace na Mistrovství Evropy
| ME 1960 | Francie              | Ne                                   | -        | -                              |
| ME 1964 | Španělsko            | Nepostoupili z kvalifikace           | -        | Edmondo Fabbri                 |
| ME 1968 | Itálie               | Zlatá medaile                        | Soupiska | Ferruccio Valcareggi           |
| ME 1972 | Brazílie             | Nepostoupili z kvalifikace           | -        | Ferruccio Valcareggi           |
| ME 1976 | Jugoslávie           | Nepostoupili z kvalifikace           | -        | Fulvio Bernardini              |
| ME 1980 | Itálie               | 4. místo                             | Soupiska | Enzo Bearzot                   |
| ME 1984 | Francie              | Nepostoupili z kvalifikace           | -        | Enzo Bearzot                   |
| ME 1988 | Západní Německo      | Bronzová medaile                     | Soupiska | Azeglio Vicini                 |
| MS 1992 | Švédsko              | Nepostoupili z kvalifikace           | -        | Azeglio Vicini a Arrigo Sacchi |
| ME 1996 | Anglie               | 3. místo ve skupině C (nepostoupili) | Soupiska | Arrigo Sacchi                  |
| ME 2000 | Belgie a Nizozemsko  | Stříbrná medaile                     | Soupiska | Dino Zoff                      |
| ME 2004 | Portugalsko          | 3. místo ve skupině C (nepostoupili) | Soupiska | Giovanni Trapattoni            |
| ME 2008 | Švýcarsko a Rakousko | Čtvrtfinále                          | Soupiska | Roberto Donadoni               |
| ME 2012 | Ukrajina a Polsko    | Stříbrná medaile                     | Soupiska | Cesare Prandelli               |
| ME 2016 | Francie              | Čtvrtfinále                          | Soupiska | Antonio Conte                  |
| ME 2020 | Evropská unie        | Zlatá medaile                        | Soupiska | Roberto Mancini                |
| ME 2024 | Německo              | Osmifinále                           | Soupiska | Luciano Spalletti              |

Seznam zápasů italské fotbalové reprezentace na OH
| OH 1912 | Švédsko (Stockholm)         | Prohra v předkole                    | Soupiska | Vittorio Pozzo      |
| OH 1920 | Belgie (Antverpy)           | Čtvrtfinále                          | Soupiska | Giuseppe Milano     |
| OH 1924 | Francie (Paříž)             | Čtvrtfinále                          | Soupiska | Vittorio Pozzo      |
| OH 1928 | Nizozemsko (Amsterdam)      | Bronzová medaile                     | Soupiska | Augusto Rangone     |
| OH 1936 | Německá říše (Berlín)       | Zlatá medaile                        | Soupiska | Vittorio Pozzo      |
| OH 1948 | Spojené království (Londýn) | Čtvrtfinále                          | Soupiska | Vittorio Pozzo      |
| OH 1952 | Finsko (Helsinki)           | Osmifinále                           | Soupiska | Giuseppe Meazza     |
| OH 1960 | Itálie (Řím)                | 4. místo                             | Soupiska | Giuseppe Viani      |
| OH 1984 | USA (Los Angeles)           | 4. místo                             | Soupiska | Enzo Bearzot        |
| OH 1988 | Jižní Korea (Soul)          | 4. místo                             | Soupiska | Francesco Rocca     |
| OH 1992 | Španělsko (Barcelona)       | Čtvrtfinále                          | Soupiska | Cesare Maldini      |
| OH 1996 | USA (Atlanta)               | 4. místo ve skupině C (nepostoupili) | Soupiska | Cesare Maldini      |
| OH 2000 | Austrálie (Sydney)          | Čtvrtfinále                          | Soupiska | Mario Tardelli      |
| OH 2004 | Řecko (Atény)               | Bronzová medaile                     | Soupiska | Claudio Gentile     |
| OH 2008 | Čína (Peking)               | Čtvrtfinále                          | Soupiska | Pierluigi Casiraghi |

| KP 2009 | Jižní Afrika | 3. místo ve skupině B (nepostoupili) | Soupiska | Marcello Lippi   |
| KP 2013 | Brazílie     | Bronzová medaile                     | Soupiska | Cesare Prandelli |

| LN 2018/19 | Evropská unie | 2. místo ve skupině 3 v Lize A (nepostoupili) | - | Roberto Mancini |
| LN 2020/21 | Evropská unie | 1. místo ve skupině 1 v Lize A (postup),      | - | Roberto Mancini |
| LN 2022/23 | Evropská unie | 1. místo ve skupině 3 v Lize A (postup),      | - | Roberto Mancini |

| MP 1927-1930 | Evropská unie | Zlatá medaile    | - | Vittorio Pozzo, Augusto Rangone, Carlo Carcano |
| MP 1931-1932 | Evropská unie | Stříbrná medaile | - | Vittorio Pozzo                                 |
| MP 1933-1935 | Evropská unie | Zlatá medaile    | - | Vittorio Pozzo                                 |
| MP 1936-1938 | Evropská unie | Stříbrná medaile | - | Vittorio Pozzo                                 |
| MP 1948-1953 | Evropská unie | 4. místo         | - | Piercarlo Beretta, Silvio Piola                |
| MP 1955-1960 | Evropská unie | 5. místo         | - | Giuseppe Viani, Giovanni Ferrari               |

## Organizační tým

### Realizační tým
| Post              | Jméno                                                          |
| ----------------- | -------------------------------------------------------------- |
| Hlavní trenér     | Gennaro Gattuso                                                |
| Vedoucí týmu      | Gianluigi Buffon                                               |
| Asistenti trenéra | Marco Domenichini Daniele Baldini Salvatore Russo              |
| Trenér brankářů   | Marco Savorani                                                 |
| Sportovní trenéři | Franco Ferrini, Francesco Sinatti                              |
| Analytici         | Renato Baldi, Marco Mannucci                                   |
| Fyzioterapeut     | Mauro Doimi, Fabio Sannino, Emanuele Randelli, Fabrizio Scalzi |

### Soupiska
Nominace pro kvalifikaci na MS 2026, které se odehrají 6. a 9. června 2025:
| Brankáři  |                      |                             |        |                  |            |
| Pozice    | Hráč                 | Datum narození a věk        | Zápasy | Obdržené branky  | Klub       |
| B         | Gianluigi Donnarumma | 25. února 1999 (26 let)     | 72     | 63               | PSG        |
| B         | Alex Meret           | 22. března 1997 (28 let)    | 3      | 2                | Neapol     |
| B         | Marco Carnesecchi    | 1. července 2000 (24 let)   | 0      | 0                | Atalanta   |
| Obránci   |                      |                             |        |                  |            |
| Pozice    | Hráč                 | Datum narození a věk        | Zápasy | Vstřelené branky | Klub       |
| O         | Giovanni Di Lorenzo  | 4. srpna 1993 (31 let)      | 46     | 5                | Neapol     |
| O         | Alessandro Bastoni   | 13. dubna 1999 (26 let)     | 35     | 2                | Inter      |
| O         | Federico Dimarco     | 10. listopadu 1997 (27 let) | 28     | 3                | Inter      |
| O         | Andrea Cambiaso      | 20. února 2000 (25 let)     | 13     | 2                | Juventus   |
| O         | Davide Zappacosta    | 11. června 1992 (32 let)    | 13     | 0                | Atalanta   |
| O         | Destiny Udogie       | 28. listopadu 2002 (22 let) | 11     | 0                | Tottenham  |
| O         | Daniele Rugani       | 29. července 1994 (30 let)  | 7      | 0                | Juventus   |
| O         | Federico Gatti       | 24. června 1998 (26 let)    | 6      | 0                | Juventus   |
| O         | Diego Coppola        | 28. prosince 2003 (21 let)  | 0      | 0                | Verona     |
| O         | Luca Ranieri         | 23. dubna 1999 (26 let)     | 0      | 0                | Fiorentina |
| Záložníci |                      |                             |        |                  |            |
| Pozice    | Hráč                 | Datum narození a věk        | Zápasy | Vstřelené branky | Klub       |
| Z         | Nicolò Barella       | 7. února 1997 (28 let)      | 61     | 10               | Inter      |
| Z         | Davide Frattesi      | 22. září 1999 (25 let)      | 27     | 8                | Inter      |
| Z         | Sandro Tonali        | 8. května 2000 (25 let)     | 23     | 2                | Newcastle  |
| Z         | Samuele Ricci        | 21. srpna 2001 (23 let)     | 8      | 0                | Turín      |
| Z         | Nicolò Rovella       | 4. října 2001 (23 let)      | 3      | 0                | Lazio      |
| Z         | Cesare Casadei       | 10. ledna 2003 (22 let)     | 0      | 0                | Turín      |
| Útočníci  |                      |                             |        |                  |            |
| Pozice    | Hráč                 | Datum narození a věk        | Zápasy | Vstřelené branky | Klub       |
| Ú         | Giacomo Raspadori    | 18. února 2000 (25 let)     | 38     | 8                | Neapol     |
| Ú         | Mateo Retegui        | 29. dubna 1999 (26 let)     | 18     | 6                | Atalanta   |
| Ú         | Riccardo Orsolini    | 24. ledna 1997 (28 let)     | 7      | 2                | Boloňa     |
| Ú         | Daniel Maldini       | 11. října 2001 (23 let)     | 4      | 0                | Atalanta   |
| Ú         | Lorenzo Lucca        | 10. října 2000 (24 let)     | 3      | 0                | Udinese    |

### Soupisky na turnajích

#### Mistrovství světa
1934 

B: Giuseppe Cavanna, Gianpiero Combi, Guido Masetti - O: Luigi Allemandi, Umberto Caligaris, Eraldo Monzeglio, Virginio Rosetta - Z: Luigi Bertolini, Armando Castellazzi, Giovanni Ferrari, Attilio Ferraris, Luis Monti, Mario Pizziolo, Mario Varglien - Ú: Pietro Arcari, Felice Borel, Attilio Demaría, Enrique Guaita, Anfilogino Guarisi, Giuseppe Meazza, Raimundo Orsi, Angelo Schiavio - T: Vittorio Pozzo
1938 

B: Carlo Ceresoli, Guido Masetti, Aldo Olivieri - O: Alfredo Foni, Eraldo Monzeglio, Pietro Rava - Z: Michele Andreolo, Bruno Chizzo, Aldo Donati, Mario Genta, Ugo Locatelli, Giuseppe Meazza, Renato Olmi, Mario Perazzolo, Pietro Serantoni - Ú: Sergio Bertoni, Amedeo Biavati, Gino Colaussi, Giovanni Ferrari, Pietro Ferraris, Pietro Pasinati, Silvio Piola - T: Vittorio Pozzo
1950

B: Giuseppe Casari, Giuseppe Moro, Lucidio Sentimenti - O: Carlo Annovazzi, Ivano Blason, Zeffiro Furiassi, Attilio Giovannini - Z: Augusto Magli, Giacomo Mari, Carlo Parola, Leandro Remondini, Omero Tognon - Ú: Amedeo Amadei, Giampiero Boniperti, Aldo Campatelli, Gino Cappello, Emilio Caprile, Riccardo Carapellese, Benito Lorenzi, Ermes Muccinelli, Egisto Pandolfini - T: Ferruccio Novo
1954

B: Leonardo Costagliola, Giorgio Ghezzi, Giovanni Viola - O: Sergio Cervato, Rino Ferrario, Giovanni Giacomazzi, Ardico Magnini, Omero Tognon, Guido Vincenzi - Z: Guido Gratton, Giacomo Mari, Maino Neri, Fulvio Nesti, Egisto Pandolfini, Armando Segato - Ú: Giampiero Boniperti, Gino Cappello, Amleto Frignani, Carlo Galli, Benito Lorenzi, Ermes Muccinelli, Gino Pivatelli - T: Lajos Czeizler
1962

B: Enrico Albertosi, Lorenzo Buffon, Carlo Mattrel - O: Mario David, Francesco Janich, Giacomo Losi, Cesare Maldini, Enzo Robotti, Sandro Salvadore - Z: Giacomo Bulgarelli, Giorgio Ferrini, Humberto Maschio, Luigi Radice, Gianni Rivera, Giovanni Trapattoni, Paride Tumburus - Ú: José Altafini, Giampaolo Menichelli, Bruno Mora, Ezio Pascutti, Omar Sívori, Angelo Sormani - T: Paolo Mazza a Giovanni Ferrari
1966

B: Enrico Albertosi, Roberto Anzolin, Pierluigi Pizzaballa - O: Tarcisio Burgnich, Giacinto Facchetti, Aristide Guarneri, Francesco Janich, Spartaco Landini, Roberto Rosato, Sandro Salvadore - Z: Giacomo Bulgarelli, Romano Fogli, Antonio Juliano, Gianfranco Leoncini, Giovanni Lodetti, Sandro Mazzola, Gianni Rivera, Francesco Rizzo - Ú: Paolo Barison, Luigi Meroni, Ezio Pascutti, Marino Perani - T: Edmondo Fabbri
1970 

B: Enrico Albertosi, Lido Vieri, Dino Zoff - O: Tarcisio Burgnich, Pierluigi Cera, Giacinto Facchetti, Ugo Ferrante, Comunardo Niccolai, Fabrizio Poletti, Giorgio Puia, Roberto Rosato - Z: Mario Bertini, Giancarlo De Sisti, Giuseppe Furino, Antonio Juliano, Sandro Mazzola, Gianni Rivera - Ú: Roberto Boninsegna, Angelo Domenghini, Sergio Gori, Pierino Prati, Luigi Riva - T: Ferruccio Valcareggi
1974

B: Enrico Albertosi, Luciano Castellini, Dino Zoff - O: Mauro Bellugi, Tarcisio Burgnich, Giacinto Facchetti, Francesco Morini, Giuseppe Sabadini, Luciano Spinosi, Giuseppe Wilson - Z: Romeo Benetti, Fabio Capello, Franco Causio, Antonio Juliano, Sandro Mazzola, Luciano Re Cecconi, Gianni Rivera - Ú: Pietro Anastasi, Roberto Boninsegna, Giorgio Chinaglia, Paolo Pulici, Luigi Riva - T: Ferruccio Valcareggi
1978

B: Ivano Bordon, Paolo Conti, Dino Zoff - O: Mauro Bellugi, Antonio Cabrini, Antonello Cuccureddu, Claudio Gentile, Aldo Maldera, Lionello Manfredonia, Gaetano Scirea - Z: Giancarlo Antognoni, Romeo Benetti, Franco Causio, Eraldo Pecci, Patrizio Sala, Claudio Sala, Marco Tardelli, Renato Zaccarelli - Ú: Roberto Bettega, Francesco Graziani, Paolo Pulici, Paolo Rossi - T: Enzo Bearzot
1982 

B: Ivano Bordon, Giovanni Galli, Dino Zoff - O: Franco Baresi, Giuseppe Bergomi, Antonio Cabrini, Fulvio Collovati, Claudio Gentile, Gaetano Scirea, Pietro Vierchowod - Z: Giancarlo Antognoni, Franco Causio, Bruno Conti, Giuseppe Dossena, Gianpiero Marini, Gabriele Oriali, Marco Tardelli - Ú: Alessandro Altobelli, Francesco Graziani, Daniele Massaro, Paolo Rossi, Franco Selvaggi - T: Enzo Bearzot
1986

B: Giovanni Galli, Franco Tancredi, Walter Zenga - O: Giuseppe Bergomi, Antonio Cabrini, Fulvio Collovati, Sebastiano Nela, Gaetano Scirea, Roberto Tricella, Pietro Vierchowod - Z: Carlo Ancelotti, Salvatore Bagni, Giuseppe Baresi, Bruno Conti, Fernando De Napoli, Antonio Di Gennaro, Marco Tardelli - Ú: Alessandro Altobelli, Giuseppe Galderisi, Paolo Rossi, Aldo Serena, Gianluca Vialli - T: Enzo Bearzot
1990 

B: Gianluca Pagliuca, Stefano Tacconi, Walter Zenga - O: Franco Baresi, Giuseppe Bergomi, Luigi De Agostini, Ciro Ferrara, Riccardo Ferri, Paolo Maldini, Pietro Vierchowod - Z: Carlo Ancelotti, Nicola Berti, Fernando De Napoli, Roberto Donadoni, Giuseppe Giannini, Giancarlo Marocchi - Ú: Roberto Baggio, Andrea Carnevale, Roberto Mancini, Salvatore Schillaci, Aldo Serena, Gianluca Vialli - T: Azeglio Vicini
1994 

B: Luca Bucci, Luca Marchegiani, Gianluca Pagliuca - O: Luigi Apolloni, Franco Baresi, Antonio Benarrivo, Alessandro Costacurta, Paolo Maldini, Lorenzo Minotti, Roberto Mussi, Mauro Tassotti - Z: Demetrio Albertini, Dino Baggio, Nicola Berti, Antonio Conte, Roberto Donadoni, Alberico Evani - Ú: Roberto Baggio, Pierluigi Casiraghi, Daniele Massaro, Giuseppe Signori, Gianfranco Zola - T: Arrigo Sacchi
1998

B: Gianluigi Buffon, Gianluca Pagliuca, Francesco Toldo - O: Giuseppe Bergomi, Fabio Cannavaro, Alessandro Costacurta, Paolo Maldini, Alessandro Nesta, Gianluca Pessotto, Moreno Torricelli - Z: Demetrio Albertini, Dino Baggio, Sandro Cois, Luigi Di Biagio, Angelo Di Livio, Roberto Di Matteo, Francesco Moriero - Ú: Roberto Baggio, Enrico Chiesa, Alessandro Del Piero, Filippo Inzaghi, Christian Vieri - T: Cesare Maldini
2002

B: Christian Abbiati, Gianluigi Buffon, Francesco Toldo - O: Fabio Cannavaro, Francesco Coco, Mark Iuliano, Paolo Maldini, Marco Materazzi, Alessandro Nesta, Christian Panucci, Gianluca Zambrotta - Z: Luigi Di Biagio, Angelo Di Livio, Cristiano Doni, Gennaro Gattuso, Damiano Tommasi, Francesco Totti, Cristiano Zanetti - Ú: Alessandro Del Piero, Marco Delvecchio, Filippo Inzaghi, Vincenzo Montella, Christian Vieri - T: Giovanni Trapattoni
2006 

B: Marco Amelia, Gianluigi Buffon, Angelo Peruzzi - O: Andrea Barzagli, Fabio Cannavaro, Fabio Grosso, Marco Materazzi, Alessandro Nesta, Massimo Oddo, Cristian Zaccardo Gianluca Zambrotta - Z: Simone Barone, Mauro Camoranesi, Daniele De Rossi, Gennaro Gattuso, Simone Perrotta, Andrea Pirlo - Ú: Alessandro Del Piero, Alberto Gilardino, Vincenzo Iaquinta, Filippo Inzaghi, Luca Toni, Francesco Totti - T: Marcello Lippi
2010

B: Gianluigi Buffon, Morgan De Sanctis, Federico Marchetti - O: Salvatore Bocchetti, Leonardo Bonucci, Fabio Cannavaro, Giorgio Chiellini, Domenico Criscito, Christian Maggio, Gianluca Zambrotta - Z: Mauro Camoranesi, Daniele De Rossi, Gennaro Gattuso, Claudio Marchisio, Riccardo Montolivo, Angelo Palombo, Simone Pepe, Andrea Pirlo - Ú: Antonio Di Natale, Alberto Gilardino, Vincenzo Iaquinta, Giampaolo Pazzini, Fabio Quagliarella - T: Marcello Lippi
2014

B: Gianluigi Buffon, Mattia Perin, Salvatore Sirigu - O: Ignazio Abate, Andrea Barzagli, Leonardo Bonucci, Giorgio Chiellini, Matteo Darmian, Mattia De Sciglio, Gabriel Paletta - Z: Alberto Aquilani, Antonio Candreva, Daniele De Rossi, Claudio Marchisio, Thiago Motta, Marco Parolo, Andrea Pirlo, Marco Verratti - Ú: Mario Balotelli, Antonio Cassano, Alessio Cerci, Ciro Immobile, Lorenzo Insigne - T: Cesare Prandelli

#### Mistrovství Evropy
1968 

B: Enrico Albertosi, Lido Vieri, Dino Zoff - O: Angelo Anquilletti, Giancarlo Bercellino, Tarcisio Burgnich, Ernesto Castano, Giacinto Facchetti, Aristide Guarneri, Roberto Rosato, Sandro Salvadore - Z: Giacomo Bulgarelli, Giancarlo De Sisti, Giorgio Ferrini, Antonio Juliano, Giovanni Lodetti, Gianni Rivera - Ú: Pietro Anastasi, Angelo Domenghini, Sandro Mazzola, Pierino Prati, Luigi Riva - T: Ferruccio Valcareggi
1980

B: Ivano Bordon, Giovanni Galli, Dino Zoff - O: Franco Baresi, Giuseppe Bergomi, Mauro Bellugi, Antonio Cabrini, Fulvio Collovati, Claudio Gentile, Aldo Maldera, Gaetano Scirea - Z: Giancarlo Antognoni, Romeo Benetti, Ruben Buriani, Gabriele Oriali, Marco Tardelli, Renato Zaccarelli - Ú: Alessandro Altobelli, Roberto Bettega, Franco Causio, Francesco Graziani, Roberto Pruzzo - T: Enzo Bearzot
1988 

B: Stefano Tacconi, Walter Zenga - O: Franco Baresi, Giuseppe Bergomi, Roberto Cravero, Ciro Ferrara, Riccardo Ferri, Giovanni Francini, Paolo Maldini - Z: Carlo Ancelotti, Luigi De Agostini, Fernando De Napoli, Roberto Donadoni, Luca Fusi, Giuseppe Giannini, Francesco Romano - Ú: Alessandro Altobelli, Roberto Mancini, Ruggiero Rizzitelli, Gianluca Vialli - T: Azeglio Vicini
1996

B: Luca Bucci, Angelo Peruzzi, Francesco Toldo - O: Luigi Apolloni, Amedeo Carboni, Alessandro Costacurta, Paolo Maldini, Roberto Mussi, Alessandro Nesta, Moreno Torricelli - Z: Demetrio Albertini, Dino Baggio, Angelo Di Livio, Roberto Di Matteo, Roberto Donadoni, Diego Fuser, Fabio Rossitto - Ú: Pierluigi Casiraghi, Enrico Chiesa, Alessandro Del Piero, Fabrizio Ravanelli, Gianfranco Zola - T: Arrigo Sacchi
2000 

B: Christian Abbiati, Francesco Antonioli, Francesco Toldo - O: Fabio Cannavaro, Ciro Ferrara, Mark Iuliano, Paolo Maldini, Paolo Negro, Alessandro Nesta, Gianluca Pessotto - Z: Demetrio Albertini, Massimo Ambrosini, Antonio Conte, Luigi Di Biagio, Angelo Di Livio, Stefano Fiore, Gianluca Zambrotta - Ú: Alessandro Del Piero, Marco Delvecchio, Filippo Inzaghi, Vincenzo Montella, Francesco Totti - T: Dino Zoff
2004

B: Gianluigi Buffon, Angelo Peruzzi, Francesco Toldo - O: Fabio Cannavaro, Giuseppe Favalli, Matteo Ferrari, Marco Materazzi, Alessandro Nesta, Massimo Oddo, Christian Panucci, Gianluca Zambrotta - Z: Stefano Fiore, Gennaro Gattuso, Mauro Camoranesi, Simone Perrotta, Andrea Pirlo, Cristiano Zanetti - Ú: Antonio Cassano, Bernardo Corradi, Alessandro Del Piero, Marco Di Vaio, Francesco Totti, Christian Vieri - T: Giovanni Trapattoni
2008

B: Marco Amelia, Gianluigi Buffon, Morgan De Sanctis - O: Andrea Barzagli, Giorgio Chiellini, Alessandro Gamberini, Fabio Grosso, Marco Materazzi, Christian Panucci, Gianluca Zambrotta - Z: Massimo Ambrosini, Alberto Aquilani, Daniele De Rossi, Gennaro Gattuso, Mauro Camoranesi, Simone Perrotta, Andrea Pirlo - Ú: Marco Borriello, Antonio Cassano, Alessandro Del Piero, Antonio Di Natale, Fabio Quagliarella, Luca Toni - T: Roberto Donadoni
2012 

B: Gianluigi Buffon, Morgan De Sanctis, Salvatore Sirigu - O: Ignazio Abate, Federico Balzaretti, Andrea Barzagli, Leonardo Bonucci, Giorgio Chiellini, Christian Maggio, Angelo Ogbonna - Z: Daniele De Rossi, Alessandro Diamanti, Emanuele Giaccherini, Claudio Marchisio, Riccardo Montolivo, Thiago Motta, Antonio Nocerino, Andrea Pirlo - Ú: Mario Balotelli, Fabio Borini, Antonio Cassano, Antonio Di Natale, Sebastian Giovinco - T: Cesare Prandelli
2016

B: Gianluigi Buffon, Federico Marchetti, Salvatore Sirigu - O: Andrea Barzagli, Leonardo Bonucci, Giorgio Chiellini, Matteo Darmian, Mattia De Sciglio, Angelo Ogbonna - Z: Antonio Candreva, Daniele De Rossi, Alessandro Florenzi, Emanuele Giaccherini, Thiago Motta, Marco Parolo, Stefano Sturaro - Ú: Éder, Stephan El Shaarawy, Ciro Immobile, Lorenzo Insigne, Graziano Pellè, Simone Zaza - T: Antonio Conte
2020 

B: Gianluigi Donnarumma, Alex Meret, Salvatore Sirigu - O: Francesco Acerbi, Alessandro Bastoni, Leonardo Bonucci, Giorgio Chiellini, Giovanni Di Lorenzo, Emerson, Alessandro Florenzi, Leonardo Spinazzola, Rafael Tolói - Z: Nicolò Barella, Gaetano Castrovilli, Bryan Cristante, Jorginho, Manuel Locatelli, Matteo Pessina, Marco Verratti - Ú: Andrea Belotti, Domenico Berardi, Federico Bernardeschi, Federico Chiesa, Ciro Immobile, Lorenzo Insigne, Giacomo Raspadori - T: Roberto Mancini
2024

B: Gianluigi Donnarumma, Alex Meret, Guglielmo Vicario - O: Alessandro Bastoni, Raoul Bellanova, Alessandro Buongiorno, Riccardo Calafiori, Andrea Cambiaso, Matteo Darmian, Giovanni Di Lorenzo, Federico Dimarco, Federico Gatti, Gianluca Mancini - Z: Nicolò Barella, Bryan Cristante, Nicolò Fagioli, Michael Folorunsho, Davide Frattesi, Jorginho, Lorenzo Pellegrini - Ú: Federico Chiesa, Stephan El Shaarawy, Giacomo Raspadori, Mateo Retegui, Gianluca Scamacca, Mattia Zaccagni - T: Luciano Spalletti

#### Konfederační pohár FIFA
2009

B: Marco Amelia, Gianluigi Buffon, Morgan De Sanctis - O: Fabio Cannavaro, Giorgio Chiellini, Andrea Dossena, Alessandro Gamberini, Fabio Grosso, Nicola Legrottaglie, Davide Santon, Gianluca Zambrotta - Z: Mauro Camoranesi, Daniele De Rossi, Gennaro Gattuso, Riccardo Montolivo, Angelo Palombo, Simone Pepe, Andrea Pirlo - Ú: Alberto Gilardino, Vincenzo Iaquinta, Fabio Quagliarella, Giuseppe Rossi, Luca Toni - T: Marcello Lippi
2013 

B: Gianluigi Buffon, Federico Marchetti, Salvatore Sirigu - O: Ignazio Abate, Davide Astori, Andrea Barzagli, Leonardo Bonucci, Giorgio Chiellini, Mattia De Sciglio, Christian Maggio - Z: Alberto Aquilani, Antonio Candreva, Daniele De Rossi, Alessandro Diamanti, Emanuele Giaccherini, Claudio Marchisio, Riccardo Montolivo, Andrea Pirlo - Ú: Mario Balotelli, Alessio Cerci, Stephan El Shaarawy, Alberto Gilardino, Sebastian Giovinco - T: Cesare Prandelli

#### Mezinárodní pohár
1927–1930 

B: Gianpiero Combi, Giovanni De Prà - O: Luigi Allemandi, Umberto Caligaris, Eraldo Monzeglio, Silvio Pietroboni, Virginio Rosetta, Mario Zanello - Z: Adolfo Baloncieri, Fulvio Bernardini, Luigi Cevenini, Enrico Colombari, Raffaele Costantino, Attilio Ferraris, Pietro Genovesi, Antonio Janni, Alfredo Pitto, Enrico Rivolta, Gino Rossetti - Ú: Leopoldo Conti, Virgilio Felice Levratto, Julio Libonatti, Mario Magnozzi, Giuseppe Meazza, Federico Munerati, Raimundo Orsi, Angelo Piccaluga, Angelo Schiavio - T: Augusto Rangone, Carlo Carcano, Vittorio Pozzo
1931–1932 

B: Gianpiero Combi, Mario Gianni, Ezio Sclavi - O: Luigi Allemandi, Umberto Caligaris, Eraldo Monzeglio, Felice Gasperi, Virginio Rosetta - Z: Fulvio Bernardini, Luigi Bertolini, Enrico Colombari, Raffaele Costantino, Bruno Dugoni, Francisco Fedullo, Giovanni Ferrari, Attilio Ferraris, Alfredo Pitto, Raffaele Sansone - Ú: Elvio Banchero, Renato Cesarini, Anfilogino Guarisi, Julio Libonatti, Mario Magnozzi, Giuseppe Meazza, Raimundo Orsi, Attila Sallustro, Antonio Vojak - T: Vittorio Pozzo
1933–1935 

B: Carlo Ceresoli, Gianpiero Combi - O: Luigi Allemandi, Umberto Caligaris, Ernesto Mascheroni, Eraldo Monzeglio, Virginio Rosetta - Z: Luigi Bertolini, Giordano Corsi, Raffaele Costantino, Ricardo Faccio, Giovanni Ferrari, Luis Monti, Alfredo Pitto, Mario Pizziolo, Pietro Serantoni - Ú: Felice Borel, Renato Cattaneo, Renato Cesarini, Gino Colaussi, Attilio Demaría, Enrique Guaita, Anfilogino Guarisi, Giuseppe Meazza, Raimundo Orsi, Silvio Piola, Roberto Porta, Angelo Schiavio - T: Vittorio Pozzo
1936–1938

B: Ugo Amoretti, Aldo Olivieri - O: Luigi Allemandi, Eraldo Monzeglio, Pietro Rava - Z: Michele Andreolo, Pietro Buscaglia, Egidio Capra, Giordano Corsi, Giovanni Ferrari, Mario Montesanto, Bruno Neri, Pietro Pasinati, Pietro Serantoni - Ú: Gino Colaussi, Annibale Frossi, Giuseppe Meazza, Silvio Piola - T: Vittorio Pozzo
1948–1953

B: Leonardo Costagliola, Angelo Franzosi, Giuseppe Moro, Lucidio Sentimenti - O: Fosco Becattini, Alberto Bertuccelli, Andrea Bonomi, Giuseppe Corradi, Sergio Cervato, Giuseppe Chiappella, Attilio Giovannini, Carlo Parola, Francesco Rosetta, Arturo Silvestri - Z: Carlo Annovazzi, Raoul Bortoletto, Osvaldo Fattori, Amleto Frignani, Pietro Grosso, Arnaldo Lucentini, Ardico Magnini, Giacomo Mari, Bruno Mazza, Fulvio Nesti, Egisto Pandolfini, Alberto Piccinini, Armando Segato, Omero Tognon, Arcadio Venturi - Ú: Amedeo Amadei, Giampiero Boniperti, Renzo Burini, Gino Cappello, Riccardo Carapellese, Cesarino Cervellati, Carlo Galli, Renato Gei, Benito Lorenzi, Ermes Muccinelli, Eduardo Ricagni, Pasquale Vivolo - T: Piercarlo Beretta, Silvio Piola
1955–1960

B: Ottavio Bugatti, Lorenzo Buffon, Giorgio Ghezzi, Roberto Lovati, Giuliano Sarti, Giovanni Viola - O: Enzo Bearzot, Mario Bergamaschi, Ernesto Castano, Sergio Castelletti, Sergio Cervato, Giuseppe Corradi, Giuseppe Chiappella, Giuseppe Farina, Alfio Fontana, Bruno Garzena, Giovanni Giacomazzi, Cesare Maldini, Silvano Moro, Enzo Robotti, Benito Sarti - Z: Marcello Agnoletto, Adriano Bassetto, Umberto Colombo, Mario David, Flavio Emoli, Rino Ferrario, Romano Fogli, Amleto Frignani, Luigi Giuliano, Guido Gratton, Egidio Guarnacci, Francisco Lojacono, Angelo Longoni, Ardico Magnini, Enzo Menegotti, Antonio Montico, Bruno Mora, Bruno Nicolè, Alberto Orzan, Egisto Pandolfini,Armando Segato - Ú: Gastone Bean, Giampiero Boniperti, Sergio Brighenti, Eddie Firmani, Carlo Galli, Amos Mariani, Miguel Montuori, Ermes Muccinelli, Gianfranco Petris, Gino Pivatelli, Maurilio Prini, Gino Stacchini, Mario Tortul, Giuseppe Virgili - T: Giuseppe Viani, Giovanni Ferrari

#### Olympijské hry
1912

B: Piero Campelli - O: Angelo Binaschi, Renzo De Vecchi, Modesto Valle, Carlo De Marchi - Z: Pietro Leone, Giuseppe Milano, Vittorio Morelli di Popolo - Ú: Luigi Barbesino, Felice Berardo, Franco Bontadini, Edoardo Mariani, Enrico Sardi, Enea Zuffi - T: Vittorio Pozzo
1920

B: Piero Campelli, Giovanni Giacone - O: Antonio Bruna, Gracco De Nardo, Renzo De Vecchi, Virginio Rosetta - Z: Guido Ara, Emilio Badini, Adolfo Baloncieri, Luigi Burlando, Adevildo De Marchi, Giuseppe Forlivesi, Cesare Lovati, Mario Meneghetti, Giuseppe Parodi, Ettore Reynaudi - Ú: Guglielmo Brezzi, Pio Ferraris, Giustiniano Marucco, Rinaldo Roggero, Aristodemo Santamaria, Enrico Sardi - T: Giuseppe Milano
1924

B: Gianpiero Combi, Giovanni De Prà - O: Umberto Caligaris, Renzo De Vecchi, Cesare Martin, Virginio Rosetta - Z: Giuseppe Aliberti, Mario Ardissone, Gastone Baldi, Ottavio Barbieri, Luigi Burlando, Ercole Carzino, Antonio Fayenz, Antonio Janni, Severino Rosso - Ú: Adolfo Baloncieri, Augusto Bergamino, Giuseppe Calvi, Leopoldo Conti, Giuseppe Della Valle, Virgilio Felice Levratto, Mario Magnozzi, Feliciano Monti - T: Vittorio Pozzo
1928 

B: Gianpiero Combi, Giovanni De Prà, Valentino Degani - O: Delfo Bellini, Umberto Caligaris, Felice Gasperi, Silvio Pietroboni, Virginio Rosetta, Andrea Viviano - Z: Adolfo Baloncieri, Fulvio Bernardini, Attilio Ferraris, Pietro Genovesi, Antonio Janni, Alfredo Pitto, Enrico Rivolta, Gino Rossetti - Ú: Elvio Banchero, Virgilio Felice Levratto, Mario Magnozzi, Piero Pastore, Angelo Schiavio - T: Augusto Rangone
1936 

B: Mario Giani, Paolo Vannucci, Bruno Venturini - O: Alfredo Foni, Francesco Gabriotti, Libero Marchini, Lamberto Petri, Pietro Rava, Corrado Tamietti - Z: Giuseppe Baldo, Carlo Biagi, Adolfo Giuntoli, Ugo Locatelli, Achille Piccini, Sandro Puppo, Luigi Scarabello - Ú: Sergio Bertoni, Giulio Cappelli, Annibale Frossi, Carlo Girometta, Alfonso Negro, Mario Nicolini - T: Vittorio Pozzo
1948 

B: Giuseppe Casari, Glauco Vanz - O: Francesco Antonazzi, Romolo Bizzotto, Guglielmo Giovannini, Adone Stellin - Z: Valerio Cassani, Tommaso Maestrelli, Giacomo Mari, Enzo Menegotti, Maino Neri, Cesare Presca, Angelo Turconi - Ú: Renzo Burini, Emilio Caprile, Emidio Cavigioli, Egisto Pandolfini, Francesco Pernigo - T: Vittorio Pozzo
1952 

1 Ottavio Bugatti, 2 Giuseppe Corradi, 3 Amos Cardarelli, 4 Maino Neri, 5 Giovanni Azzini, 6 Arcadio Venturi, 7 Giampiero Boniperti, 8 Egisto Pandolfini, 9 Pasquale Vivolo, 10 Aredio Gimona, 11 Franceso La Rosa, 12 Anselmo Giorcelli, 13 Amos Mariani, 14 Giancarlo Cadé, 15 Battista Rota, 16 Pietro Biagioli, 17 Alberto Fontanesi, 18 Corrado Viciani, 19 Rino Ferrario - T: Giuseppe Meazza
1960 

B: Luciano Alfieri, Giandomenico Baldisseri - O: Tarcisio Burgnich, Giancarlo Cella, Gilberto Noletti, Sandro Salvadore, Giovanni Trapattoni, Mario Trebbi - Z: Giacomo Bulgarelli, Giorgio Ferrini, Ambrogio Pelagalli, Orazio Rancati, Gianni Rivera, Giorgio Rossano, Ugo Tomeazzi, Paride Tumburus - Ú: Armanno Favalli, Giovanni Fanello, Luciano Magistrelli - T: Nereo Rocco, Paolo Todeschini
1984 

B: Franco Tancredi, Walter Zenga - O: Franco Baresi, Riccardo Ferri, Filippo Galli, Sebastiano Nela, Roberto Tricella, Pietro Vierchowod - Z: Salvatore Bagni, Sergio Battistini, Pierino Fanna, Antonio Sabato, Beniamino Vignola - Ú: Massimo Briaschi, Maurizio Iorio, Daniele Massaro, Aldo Serena - T: Enzo Bearzot
1988 

B: Giuliano Giuliani, Stefano Tacconi, Gianluca Pagliuca - O: Massimo Brambati, Stefano Carobbi, Roberto Cravero, Andrea Carnevale, Luigi De Agostini, Ciro Ferrara, Luca Pellegrini, Mauro Tassotti - Z: Angelo Colombo, Massimo Crippa, Stefano Desideri, Alberico Evani, Roberto Galia, Giuseppe Iachini, Massimo Mauro - Ú: Pietro Paolo Virdis, Ruggiero Rizzitelli - T: Francesco Rocca
1992 

B: Francesco Antonioli, Angelo Peruzzi - O: Mauro Bonomi, Giuseppe Favalli, Luca Luzardi, Salvatore Matrecano, Alessandro Orlando, Stefano Rossini, Mirko Taccola, Rufo Emiliano Verga - Z: Demetrio Albertini, Dino Baggio, Renato Buso, Eugenio Corini, Dario Marcolin, Pasquale Domenico Rocco, Gianluca Sordo - Ú: Marco Ferrante, Alessandro Melli, Roberto Muzzi - T: Cesare Maldini
1996 

B: Gianluigi Buffon, Gianluca Pagliuca - O: Raffaele Ametrano, Fabio Cannavaro, Salvatore Fresi, Fabio Galante, Alessandro Nesta, Christian Panucci, Alessandro Pistone, Luigi Sartor - Z: Antonino Bernardini, Massimo Brambilla, Massimo Crippa, Domenico Morfeo, Fabio Pecchia, Damiano Tommasi - Ú: Marco Branca, Marco Delvecchio, Cristiano Lucarelli - T: Cesare Maldini
2000 

B: Christian Abbiati, Morgan De Sanctis - O: Bruno Cirillo, Matteo Ferrari, Alessandro Grandoni, Luca Mezzano, Claudio Rivalta, Gianluca Zambrotta, Marco Zanchi - Z: Massimo Ambrosini, Roberto Baronio, Fabio Firmani, Gennaro Gattuso, Andrea Pirlo, Ighli Vannucchi, Cristiano Zanetti - Ú: Gianni Comandini, Massimo Margiotta, Nicola Ventola - T: Marco Tardelli
2004 

B: Marco Amelia, Ivan Pelizzoli - O: Andrea Barzagli, Daniele Bonera, Cesare Bovo, Giorgio Chiellini, Matteo Ferrari, Emiliano Moretti, Marco Zanchi - Z: Daniele De Rossi, Simone Del Nero, Marco Donadel, Andrea Gasbarroni, Giandomenico Mesto, Angelo Palombo, Giampiero Pinzi, Andrea Pirlo - Ú: Alberto Gilardino, Giuseppe Sculli - T: Claudio Gentile
2008 

B: Andrea Consigli, Emiliano Viviano - O: Ignazio Abate, Salvatore Bocchetti, Andrea Coda, Domenico Criscito, Paolo De Ceglie,  Lorenzo De Silvestri, Marco Motta - Z: Antonio Candreva, Luca Cigarini, Daniele Dessena, Sebastian Giovinco, Claudio Marchisio, Riccardo Montolivo, Antonio Nocerino - Ú: Robert Acquafresca, Tommaso Rocchi, Giuseppe Rossi, Andrea Russotto - T: Pierluigi Casiraghi